# ZOOM Gシリーズ
ZOOM Gシリーズは、日本の音響機器メーカー、ZOOMによるエレクトリックギター用エフェクターである。

## 概要
値段や機能のことなるものが複数ラインナップされている。

### ZOOM G1/G1X
32ビットプロセッサ、"ZFX-3"を搭載。また96kHzのサンプリングを行い、21種類のアンプモデリングと54種類のエフェクトを備える。パッチを利用することも可能で、リズムマシンやギター用オートクロマチックチューナーとしても利用できる。
G1Xは、"エクスプレッション・ペダル"が本体に組み込まれているほか、G1でも別売のペダルを利用することができる。

### ZOOM G1N/NX
G1/G1Xに同じく、"ZFX-3"、96kHzサンプリングの機能を備えるほか、ドライブサウンドのリニューアルなどが行われている。
G1NXにはペダルが標準搭載されており、G1Nでも別売のペダルを利用することができる。

### Zoom G1u
"ZFX-3"、96kHzサンプリング機能のほか、USBケーブルでパーソナルコンピュータに直接接続し、録音することができる。音楽製作用ソフト、レコーディング用ソフトウェアが付属。

### Zoom G2
"ZFX-3"、96kHzサンプリング機能のほか、16のアンプモデリング、54のエフェクトを利用することができる。アナログのノブが装備されており、アナログ操作でエフェクターをコントロールできる。別売のペダルも利用可能。

### Zoom G2.1u
G2搭載の機能のほか、ペダル、PC接続用のUSB端子が組み込まれ、音楽製作用ソフトウェアなどが付属する。

### Zoom G7.1ut
"ZFX-3"、96kHzサンプリングの機能のほか、"12AX7"真空管を装備する。そのほかにも、6バンドのイコライザや92タイプのエフェクトなどが利用可能で、USB端子、MIDI端子なども装備する。こちらも音楽製作用ソフトウェアが付属。

### Zoom G9.2tt
G7.1utと同じく、"ZFX-3"、96kHzサンプリングの機能のほか、"12AX7"真空管を装備する。アンプモデリング機能では、ライブ用とレコーディング用のアルゴリズムを用意しており、切り替えて利用できる。また、USB端子、MIDI端子、"エクスターナル・ループ端子"、"Zペダル"、ギター信号を増幅するアクセラレータなどを装備する。こちらにも音楽製作用のソフトウェアが付属。